# Ruda-Koltivska, Zolociv
Ruda-Koltivska (în ucraineană Руда-Колтівська) este localitatea de reședință a comunei Ruda-Koltivska din raionul Zolociv, regiunea Liov, Ucraina.

## Demografie
Componența lingvistică a localității Ruda-Koltivska
     Ucraineană (93,82%)
Conform recensământului din 2001, majoritatea populației localității Ruda-Koltivska era vorbitoare de ucraineană (93,82%), existând în minoritate și vorbitori de polonă (5,62%).